# Qinglong, Anhui
Qinglong är en socken i östra Kina. Den ligger i Ningguo i staden Xuancheng i provinsen Anhui, omkring 210 kilometer sydost om provinshuvudstaden Hefei. Antalet invånare är 8 505. Befolkningen består av 3 725 kvinnor och 4 780 män. Barn under 15 år utgör 6,0 %, vuxna 15-64 år 77 %, och äldre över 65 år 16,0 %.